# پولزینگن
پولزینگن (به آلمانی: Polsingen) یک شهر در آلمان است که در وایسنبورگ-گونتسنهاوزن واقع شده‌است.